# Eugène Aizelin

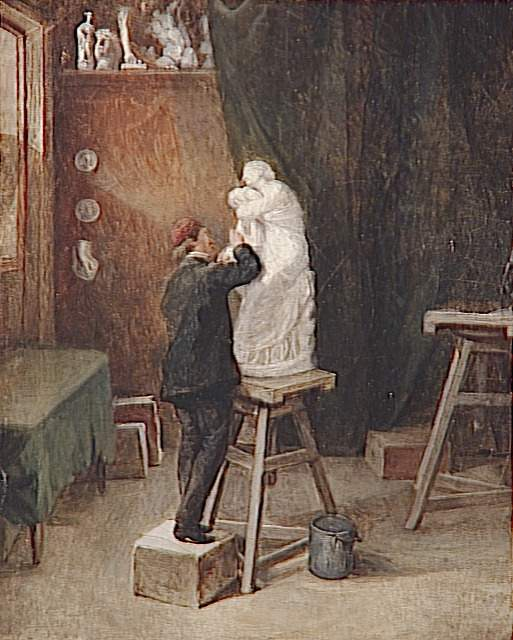
Eugène Aizelin skulpterar, målad av Sophie Aizelin.

Eugène-Antoine Aizelin, född den 8 juli 1821 i Paris, död där 4 mars 1902, var en fransk bildhuggare. 
Aizelin, som var lärjunge till Jules Ramey och Auguste Dumont, framställde främst kvinno- och flickfigurer med stor teknisk skicklighet. Han gjorde även helgonfigurer för kyrkorna i Paris. Bland hans kvinnliga figurer märks Hagar och Ismael och Judit (båda i Luxembourgmuseet), Dansen (på Théâtre du Châtelet), Idyllen (på stora operans fasad).